# Premier Hockey Federation
Premier Hockey Federation (mezi lety 2015–2021 National Women's Hockey League) byla severoamerická ženská profesionální liga ledního hokeje, která fungovala mezi lety 2015–2023.
Při založení měla liga čtyři kluby – Boston Pride, Buffalo Beauts, Connecticut Whale a Metropolitan Riveters, všechny hrající na severovýchodě Spojených států. V roce 2018 se připojil klub Minnesota Whitecaps a v roce 2020 Toronto Six, jako první kanadský tým. V roce 2022 se soutěž rozšířila o druhý kanadský celek Montreal Force. Finálový turnaj po základní části se hrál o Isobel Cup, pojmenovaný po Isobel Gathorne-Hardyové, dceři Lorda Stanleyho. Zápasy byly od roku 2019 vysílané na streamovací platformě Twitch. V březnu 2021 byly zápasy Isobel Cupu navíc poprvé vysílány na celostátní americké sportovní televizní stanici NBCSN. Průměrný honorář činil za sezónu 2020/21 7 500 dolarů,pro sezónu 2021/22 byl zdvojnásoben platový strop družstva ze 150 tisíc na 300 tisíc dolarů.
Prvních několik sezón fungovala soutěž souběžně s Canadian Women's Hockey League a uvažovalo se o jejich sloučení, než v roce 2019 CWHL zanikla. Řada nejlepších hokejistek, včetně většiny kanadských a amerických reprezentantek, které sdružuje hráčská asociace Professional Women’s Hockey Players’ Association se rozhodla NWHL neúčastnit. PWHPA neorganizovala vlastní ligu, pouze pořádala turnaje a exhibiční zápasy. PHF a PWHPA spolu dlouhodobě jednaly o budoucnosti ženského hokeje v Severní Americe. Po sezóně 2022/23 byla liga odkoupena a rozpuštěna a všechny smlouvy byly zrušeny. Její aktiva byla použita jako základ nově vzniklé PWHL s podporou PWHPA.

## Isobel Cup

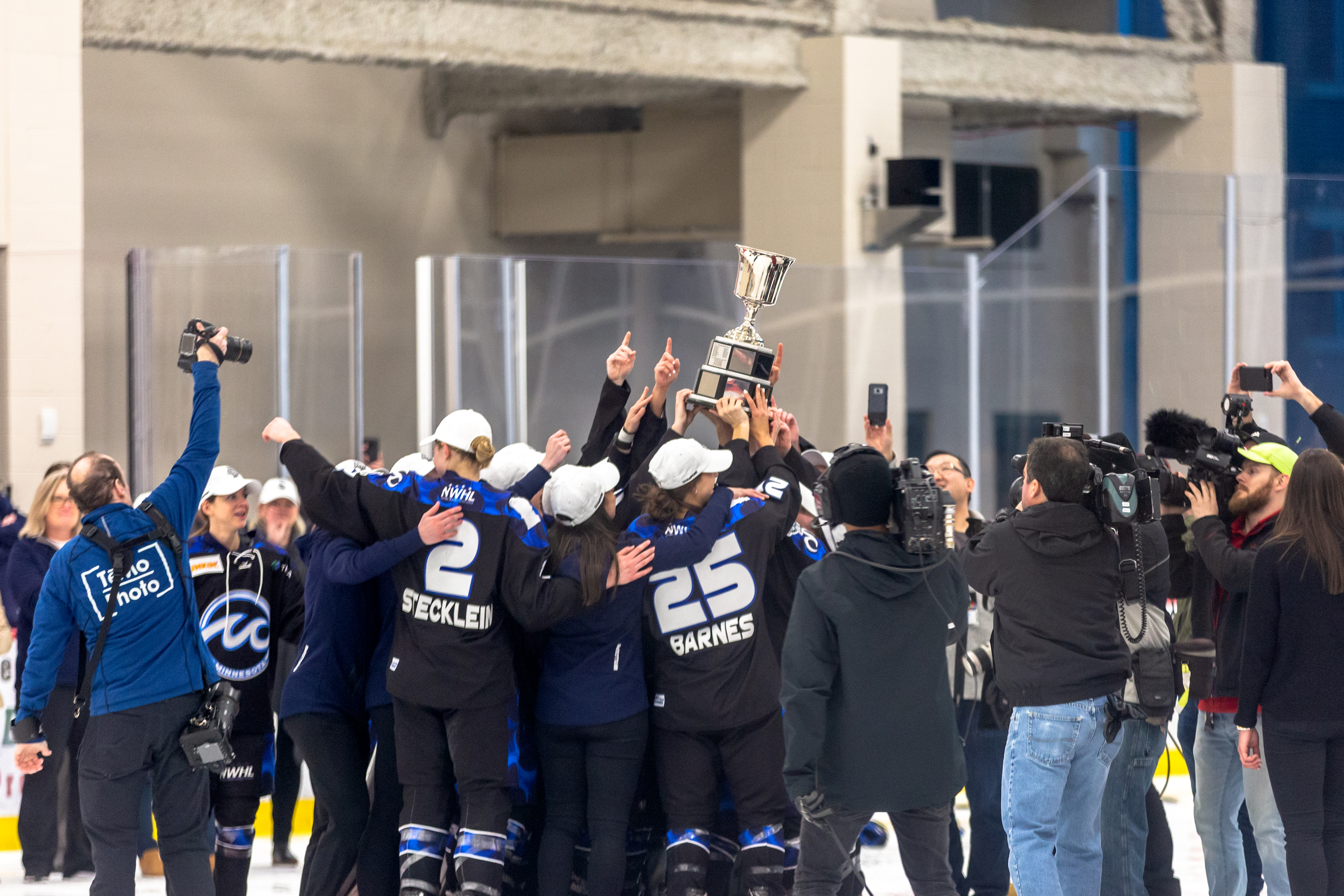
Hráčky Minnesoty Whitecaps s trofejí po výhře ve finále Isobel Cupu, 2019

Během osmi odehraných sezón byl pohár pro vítězky udělen sedmkrát, nejúspěšnějším klubem byl Boston Pride, který vyhrál finálový zápas třikrát.
| Sezóna  | Vítězky                                       | Výsledek                                      | Finalistky                                    |
| ------- | --------------------------------------------- | --------------------------------------------- | --------------------------------------------- |
| 2015/16 | Boston Pride                                  | 2:0                                           | Buffalo Beauts                                |
| 2016/17 | Buffalo Beauts                                | 3:2                                           | Boston Pride                                  |
| 2017/18 | Metropolitan Riveters                         | 1:0                                           | Buffalo Beauts                                |
| 2018/19 | Minnesota Whitecaps                           | 2:1                                           | Buffalo Beauts                                |
| 2019/20 | finále se neodehrálo kvůli pandemii covidu-19 | finále se neodehrálo kvůli pandemii covidu-19 | finále se neodehrálo kvůli pandemii covidu-19 |
| 2020/21 | Boston Pride                                  | 4:3                                           | Minnesota Whitecaps                           |
| 2021/22 | Boston Pride                                  | 4:2                                           | Connecticut Whale                             |
| 2022/23 | Toronto Six                                   | 4:3 PP                                        | Minnesota Whitecaps                           |